# جائزة أستراليا الكبرى 1971
جائزة أستراليا الكبرى 1971 هو سباق فورمولا 1 أقيم بتاريخ 21 نوفمبر 1971 في سيدني، نيوساوث ويلز.